# Verein für Bewegungsspiele Stuttgart 1893
Il Verein für Bewegungsspiele Stuttgart 1893 e.V., noto più semplicemente come VfB Stuttgart, in italiano Stoccarda, è una società polisportiva tedesca di Stoccarda, con sede nel quartiere di Bad Cannstatt. È uno dei maggiori club sportivi tedeschi e il maggiore del Baden-Württemberg, con oltre 102 000 membri.
Fondata il 9 settembre 1893 con la denominazione di Stuttgart FV 93, la società si fuse con il Kronen-Club Cannstatt il 2 aprile 1912 e successivamente cambiò nome in VfB Stuttgart 1893 e.V.. L'incontro decisivo per la formazione del club, in occasione del quale la fusione fu approvata, si tenne all'hotel Concordia di Cannstatt (una città nel distretto di Stoccarda). I colori sociali dello Stoccarda sono il bianco e il rosso, con una banda rossa sul petto. I giocatori della squadra sono chiamati "i rossi" (Die Roten) in opposizione ai rivali locali, "i blu" dello Stuttgarter Kickers.
La sezione calcistica milita nella Fußball-Bundesliga, la prima divisione del campionato tedesco di calcio. Gioca le partite casalinghe nella MHPArena. Ha vinto cinque campionati tedeschi, quattro Coppe di Germania, una Supercoppa di Germania e due Coppe Intertoto. In campo continentale ha disputato due finali di coppe europee, una di Coppa UEFA, nell'edizione 1988-1989, e l'altra di Coppa delle Coppe, nell'edizione 1997-1998, uscendo sconfitta in entrambe le occasioni, rispettivamente contro Napoli e Chelsea.

## Storia

### Kronen-Klub Cannstatt

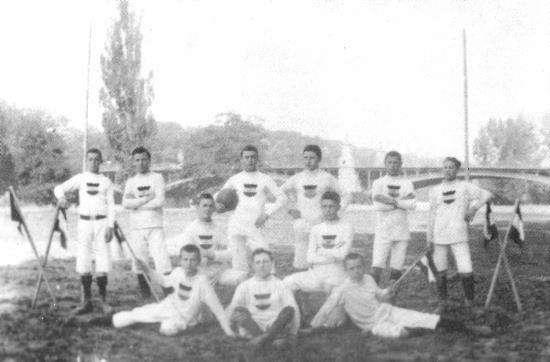
Il Kronen-Klub Cannstatt nel 1898

Il Cannstatter Fußballklub viene fondato come squadra di rugby nel 1890, e solo in seguito gli viene aggiunta una sezione calcistica. Il club si scioglie dopo soli pochi anni di attività, ma gli ex membri si riorganizzano nel 1897 costituendo il FC Krone Cannstatt. Il nuovo club, avente solo una sezione di calcio, si affilia alla Süddeutschen Fußballverband (SFV); viene iscritto alla seconda divisione, e guadagna la promozione al livello superiore nel 1904. Il Krone possiede un proprio campo ancor oggi esistente, che è utilizzato come stadio casalingo dal TSV Münster.

### FV Stuttgart
Lo Stuttgarter Fußballverein viene invece fondato all'hotel Zum Becher di Cannstatt il 9 settembre 1893. Anche qui si pratica in origine il rugby, inizialmente a Stöckach-Eisbahn, e, dal 1894 a Cannstatter Wasen. I giocatori sono principalmente studenti locali che, sotto la direzione dell'insegnante Carl Kaufmann ottengono in breve tempo il loro primo successo: la disputa della finale del campionato nazionale nel 1909; sono qui tuttavia sconfitti dal FSV 1897 Hannover per 6-3.
Intanto, nel 1908 viene aperta una sezione calcio; questa si affilia nel 1909 alla Süddeutschen Fußballverband, e viene ammessa a giocare nel campionato di secondo livello. Nella sua seconda stagione lo Stuttgarter vince una finale di distretto contro il Kronen-Klub Cannstatt, squadra con cui si sarebbero poi fuso, prima di essere eliminato dallo Zuffenhausen nel campionato di contea. Nel 1912, infine, la squadra riesce ad accedere alla serie superiore, la Südkreis-Liga.

### Dalla fondazione alla seconda guerra mondiale

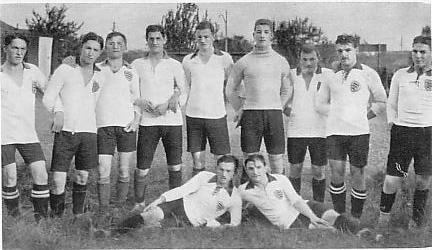
Lo Stoccarda nel 1912

Il Verein für Bewegungsspiele Stuttgart viene fondato il 2 aprile 1912 in seguito alla fusione tra lo Stuttgarter FV e il Kronen-Club Cannstatt, che avviene nell'hotel Concordia di Cannstatt. Entrambi i club progenitori sono composti da studenti provenienti dalle classi medie, che hanno appreso il calcio e il rugby grazie ad alcuni espatriati inglesi tra cui William Cail, che aveva introdotto quest'ultimo sport nella zona nel 1865.
Inizialmente lo Stoccarda gioca con maglia bianca e pantaloncini neri: la divisa attuale, con la caratteristica fascia orizzontale rossa, viene infatti adottata a partire dalla stagione 1925-1926. In questo periodo la società milita prima nella Kreisliga Württemberg, e successivamente nella Bezirksliga Württemberg-Baden.
Nel 1933 lo Stoccarda si trasferisce nel campo attuale, chiamato allora Neckarstadion; il calcio tedesco proprio in quell'anno viene riformato dalla Germania nazista, che crea sedici campionati regionali chiamati Gauligen: ogni anno le migliori squadre regionali si qualificano al campionato nazionale. Lo Stoccarda milita nella Gauliga Württemberg, campionato che vince nel 1935, nel 1937, nel 1938, e nel 1943. Queste vittorie locali permettono alla squadra di accedere al campionato nazionale nelle stesse stagioni: in particolare nel 1935 la squadra sfiora la vittoria del titolo: perde per 4-6 la finale nazionale contro lo Schalke 04. Dopo un terzo posto nel campionato 1937 lo Stoccarda non riesce ad andare oltre i turni preliminari nelle successive edizioni; in questo periodo nasce un'intensa rivalità con lo Stuttgarter Kickers.

### I successi degli anni cinquanta
Dopo la guerra il club milita nella prima divisione dell'Oberliga Süd, vincendo il titolo regionale nel 1946, nel 1952, e nel 1954. Questo è un periodo di grandi successi per lo Stoccarda: la squadra, allenata da Georg Wurzer e condotta in campo da Robert Schlienz, calciatore che ha perso il braccio sinistro in un incidente automobilistico, conquista il titolo nazionale nel 1950 e nel 1952: vengono battuti in finale rispettivamente il Kickers Offenbach e il Saarbrücken. Lo Stoccarda giunge nuovamente in finale nel 1953, ma è in questa occasione battuto dal Kaiserslautern; nella stagione successiva viene invece vinta la prima DFB-Pokal, seguita dalla seconda nel 1958. Nonostante questi successi, però, nessun giocatore dello Stoccarda è convocato nella Nazionale tedesca vittoriosa ai Mondiali del 1954.

### Il debutto in Bundesliga
In seguito alla diffusione del professionismo nello sport, nella stagione 1963-1964 nasce la Bundesliga, un campionato nazionale a girone unico e professionistico. Le buone prestazioni dello Stoccarda nel periodo immediatamente precedente consentono al club di essere tra i sedici che partecipano alla prima edizione del nuovo campionato. La squadra conclude questa edizione al quinto posto, e questo sarà per molto tempo il miglior piazzamento: il club esita a fare spese folli, ed alcuni giocatori continuano a svolgere un altro lavoro; una delle poche stelle della squadra è, nella seconda metà degli anni sessanta, Gilbert Gress, prelevato dallo Strasburgo.
Nella stagione 1964-1965 la squadra fa il suo esordio nella competizioni europee, partecipando alla Coppa delle Fiere; nell'edizione 1969-1970 di questa manifestazione viene eliminato dal Napoli. In seguito lo Stoccarda partecipa anche alla Coppa UEFA 1973-1974, e qui raggiunge le semifinali: i tedeschi sono sconfitti dai futuri campioni del Feyenoord.

### La prima retrocessione e l'inizio era-MV (1975-2000)
Nel 1975 viene eletto come nuovo presidente della squadra un politico locale, Gerhard Mayer-Vorfelder, ma la stagione termina con la retrocessione. Nella stagione di esordio in cadetteria, che è considerata la peggiore della storia del club, lo Stoccarda ottiene solo un undicesimo posto. La situazione cambia tuttavia nella stagione successiva: la squadra, trascinata dal nuovo allenatore Jürgen Sundermann e da giovani promesse quali Karlheinz Förster e Hansi Müller riesce a tornare in massima serie, e a segnare cento gol in campionato; l'organico è composto da giovani promesse che attuano un gioco offensivo e spettacolare, pur mancando di esperienza. Al termine della stagione 1977-1978 lo Stoccarda si classifica quarto, ma ha una media di 53.000 spettatori ad incontro, che rimarrà record assoluto in campionato fino agli anni novanta.
Nella stagione 1978-1979 lo Stoccarda realizza il suo miglior piazzamento in Bundesliga fino a quel momento, il secondo posto, oltretutto ad un solo punto dai campioni dell'Amburgo. Questo permette al club di partecipare alla Coppa UEFA 1979-1980 e qui i tedeschi, dopo aver eliminato anche il Torino nel primo turno, raggiungono un'altra volta le semifinali; sono però sconfitti dai connazionali e campioni in carica del Borussia Mönchengladbach. I successivi campionati vedono il club arrivare sempre nelle prime tre posizioni, tranne che nel campionato 1981-1982, quando si classifica al nono posto.

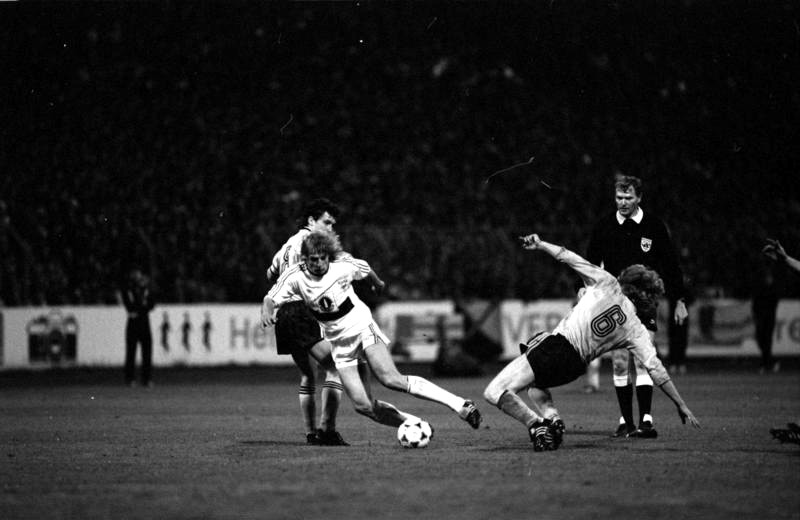
Matthias Sammer della Dinamo Dresda affronta Jürgen Klinsmann nella semifinale della Coppa UEFA 1988-1989

Il terzo titolo, il primo di Bundesliga, viene conquistato nella stagione 1983-1984, quando alla guida della squadra c'è Helmut Benthaus e il club arriva a pari punti con Amburgo e Borussia Mönchengladbach. La partecipazione alla Coppa dei Campioni 1984-1985 è tuttavia breve: i rossi vengono eliminati nel primo turno dal Levski Sofia, squadra che aveva eliminato la compagine tedesca anche nel primo turno della precedente edizione di Coppa UEFA. In seguito lo Stoccarda perde la finale della DFB-Pokal 1985-1986 contro il Bayern Monaco per 2-5, ma tre anni dopo raggiunge la prima finale europea, nella Coppa UEFA 1988-1989: qui però i tedeschi, che sono allenati da Arie Haan e possono contare su giocatori come Günther Schäfer, Guido Buchwald, Karl Allgöwer e Jürgen Klinsmann sono battuti dal Napoli capitanato da Diego Armando Maradona.
Nella stagione 1991-1992 lo Stoccarda è guidato da Christoph Daum, e finisce il campionato al primo posto a pari punti con il Borussia Dortmund; conquista tuttavia il suo quarto titolo nazionale avendo la miglior differenza reti. Dopo aver conquistato anche la Supercoppa nazionale i tedeschi partecipano alla UEFA Champions League 1992-1993, ma il cammino nella manifestazione si conclude amaramente al primo turno, dopo aver incontrato il Leeds Utd: le due squadre si incontrano prima in Germania, e la partita termina 3-0 in favore dei padroni di casa. Nel ritorno in Inghilterra, invece, i tedeschi subiscono una sconfitta per 4-1, che tuttavia, in base alla regola dei gol fuori casa sarebbe sufficiente per qualificarli. Lo Stoccarda però manda in campo quattro stranieri, e il risultato della partita viene commutato in un 3-0 a tavolino in favore degli avversari. Questo pareggia esattamente il risultato della prima gara, e quindi si rende necessario disputare uno spareggio: a Barcellona sono però gli inglesi a prevalere, vincendo l'incontro per 2-1.
Nelle stagioni successive lo Stoccarda non riesce a qualificarsi alle Coppe europee, ma nella stagione 1996-1997 la squadra, guidata da Joachim Löw, conquista la DFB-Pokal, che la fa partecipare alla Coppa delle Coppe 1997-1998. Qui i tedeschi giocano la loro seconda finale continentale: della squadra fanno parte anche il capitano Krasimir Balăkov e Fredi Bobic, ma a Stoccolma è decisiva la rete di Gianfranco Zola al settantunesimo minuto, che consegna la coppa al Chelsea. Nelle due stagioni successive lo Stoccarda ottiene prestazioni al di sotto delle aspettative.

### Il dopo era-MV e il ritorno al successo (2000-2007)
Nel 2000 il presidente Gerhard Mayer-Vorfelder rassegna le dimissioni e viene sostituito da Manfred Haas: come nel 1976 la squadra viene ricostruita puntando sui giovani provenienti dal vivaio. Sotto la guida dell'allenatore Ralf Rangnick lo Stoccarda vince subito la prima Coppa Intertoto, e arriva in seguito agli ottavi della Coppa UEFA. Tuttavia questo sforzo provoca una flessione in campionato: alla fine la squadra è solo quindicesima, nonostante Rangnick venga sostituito in panchina da Felix Magath. Nella stagione successiva, grazie al contributo di giocatori quali Andreas Hinkel, Kevin Kurányi, Timo Hildebrand, Marcelo Bordon e Aljaksandr Hleb, lo Stoccarda riesce a rilanciarsi, e termina al secondo posto il campionato 2002-2003. Questo risultato permette al club di partecipare per la seconda volta alla Champions League, dove il club passa la fase a gruppi insieme al Manchester United e viene poi eliminato agli ottavi dal Chelsea. Nelle due stagioni successive lo Stoccarda si classifica in campionato al quarto e al quinto posto, guadagnando due partecipazioni alla Coppa UEFA: viene eliminato ai sedicesimi in entrambi i casi, rispettivamente da Parma e Middlesbrough. Dopo di questo Magath e diversi giocatori abbandonarono la squadra: Kevin Kurányi viene ingaggiato dallo Schalke 04, Alexander Hleb dall'Arsenal, e Philipp Lahm torna al Bayern Monaco. Per la stagione 2005-2006 viene ingaggiato l'allenatore Giovanni Trapattoni, che tuttavia viene sostituito in febbraio da Armin Veh; in campionato arriva un nono posto.
Per la stagione 2006-2007 la dirigenza decide di continuare con Veh, ma il campionato inizia con una sconfitta per 3-0 nell'incontro casalingo contro il Norimberga. Tuttavia, grazie al contributo di nuovi giocatori come i messicani Pável Pardo e Ricardo Osorio, il brasiliano Antônio da Silva, nonché di talenti locali quali Mario Gómez, Serdar Taşçı e Sami Khedira la squadra riesce a risalire la classifica e, grazie a otto vittorie consecutive nelle ultime otto giornate conquista il titolo nazionale. Non riesce però a centrare il double, dato che viene sconfitto dal Norimberga nella finale di Coppa di Germania.

### Dal 2007 al 2016

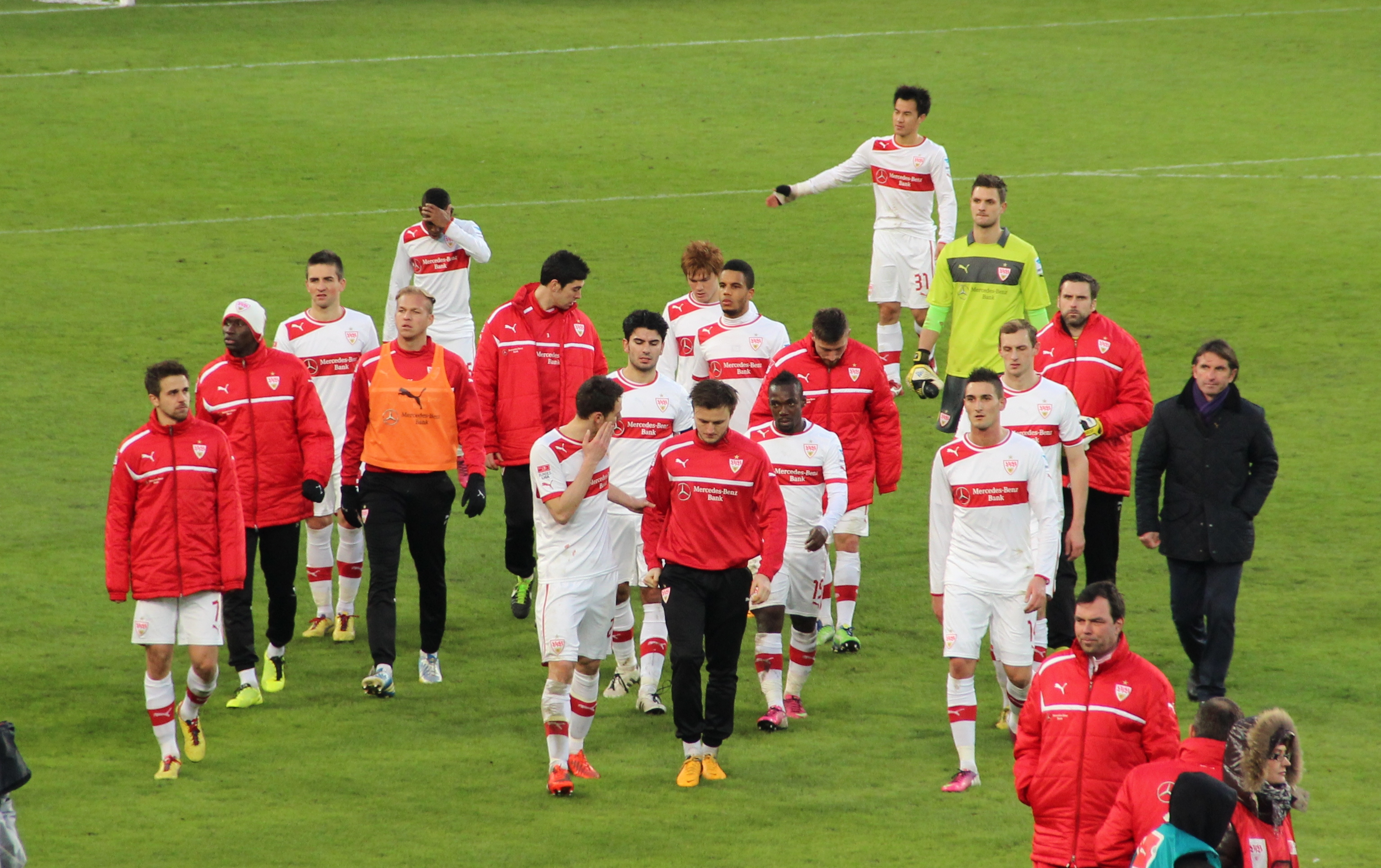
I calciatori dello Stoccarda lasciano il campo dopo il match di campionato contro il del 9 febbraio 2013

La squadra partecipa poi alla UEFA Champions League 2007-2008 dove viene sorteggiata nel gruppo insieme a Barcellona, Lione e Rangers; tuttavia conclude questa fase all'ultimo posto con soli tre punti, frutto della vittoria casalinga contro gli scozzesi, mentre in campionato, nonostante le diciannove reti di Gómez si classifica al sesto posto. Anche la stagione 2008-2009 inizia con una partenza poco entusiasmante, e a fine novembre la squadra si ritrova in undicesima posizione; Veh viene esonerato, e al suo posto arriva Markus Babbel. Il nuovo allenatore riesce a risollevare la squadra, che alla fine si classifica al terzo posto, che sarebbe potuto anche essere il secondo se non fosse arrivata la sconfitta col Bayern nell'ultima giornata.
La stagione 2009-2010 inizia con la cessione di Gómez, ma nonostante questo il club accede alla fase a gironi della Champions League; qui si trova con Siviglia, Unirea Urziceni e Rangers, e si qualifica per gli ottavi, ma nello stesso tempo in campionato si ritrova in sedicesima posizione. A questo punto Babbel viene sostituito dallo svizzero Christian Gross: lo Stoccarda viene eliminato dal Barcellona negli ottavi di Champions, ma in campionato ottiene un sesto posto. Un'altra annata in cui si assiste ad un nuovo cambio di allenatore è quella seguente, dove a campionato in corso la squadra viene affidata a Bruno Labbadia.
Lo Stoccarda conclude il campionato 2011-2012 al sesto posto, e può partecipare alla UEFA Europa League 2012-2013 dove viene eliminato negli ottavi dalla Lazio; in Bundesliga arriva un dodicesimo posto, ma la squadra accede alla finale della DFB-Pokal 2012-2013. Anche se viene sconfitto dal Bayern Monaco lo Stoccarda ottiene comunque la qualificazione all'Europa League come finalista perdente; viene però eliminato nei playoff dal Rijeka. A campionato in corso si registra il secondo cambio di panchina stagionale, con Huub Stevens che è chiamato alla guida della squadra.
Nella stagione 2015-2016 lo Stoccarda chiude la stagione al penultimo posto con soli 33 punti, risultato che significa caduta in Zweite Bundesliga quarantuno anni dopo la prima retrocessione.

### Tra prima e seconda serie
La risalita in massima serie è immediata: nella stagione 2016-2017 lo Stoccarda vince il campionato di Zweite Bundesliga, tornando immediatamente in Bundesliga. Nella stagione 2017-2018 lo Stoccarda termina il campionato al settimo posto, mentre nella stagione seguente i biancorossi retrocedono in Zweite Bundesliga dopo due stagioni di permanenza in massima serie, dopo aver chiuso al terzultimo posto e aver perso lo spareggio contro l'Union Berlino (2-2 in casa e 0-0 in trasferta), terza classificata in seconda serie. Anche nella stagione 2019-2020 la risalita in Bundesliga è immediata: lo Stoccarda riesce a centrare la promozione diretta all'ultima giornata, in virtù del secondo posto maturato al termine del campionato. L'anno successivo lo Stoccarda si piazza nono, conseguendo una salvezza tranquilla e restando in corsa fino all'ultima giornata per la UEFA Conference League. Più complicata si rivela la stagione 2021-2022, nella quale lo Stoccarda ottiene la salvezza diretta, ai danni dell'Hertha Berlino, soltanto all'ultima giornata. La stagione 2022-2023 è persino più difficile della precedente, dato che in campionato lo Stoccarda termina in terz'ultima posizione e ottiene la salvezza solo dopo lo spareggio con l'Amburgo, terzo in Zweite Bundesliga, con una duplice vittoria (3-0 in casa e 3-1 in trasferta).
Il campionato 2023-2024 vede lo Stoccarda presentarsi come la sorpresa principale del campionato, trascinato dalla coppia d'attacco più prolifica del campionato (Serhou Guirassy con 28 reti in 28 partite e Deniz Undav con 18 gol in 30 partite), arriva addirittura al secondo posto in classifica, scavalcando il Bayern Monaco all'ultima giornata e qualificandosi alla UEFA Champions League per la prima volta dopo 14 anni. In tale competizione, lo Stoccarda, nonostante una vittoria di prestigio contro la Juventus, non riesce a superare la fase a girone a causa di una sconfitta all'ultima giornata contro il PSG per 4-1, terminando al ventiseiesimo posto. In campionato, la squadra non ripete la stagione precedente, terminando al nono posto a 3 punti dalla zona Conference League. In compenso, arriva in finale di DFB Pokal contro l’Arminia Bielefeld, vincendo poi la competizione per 4 a 2, qualificandosi così per la UEFA Europa League 2025-26.

## Colori e simboli

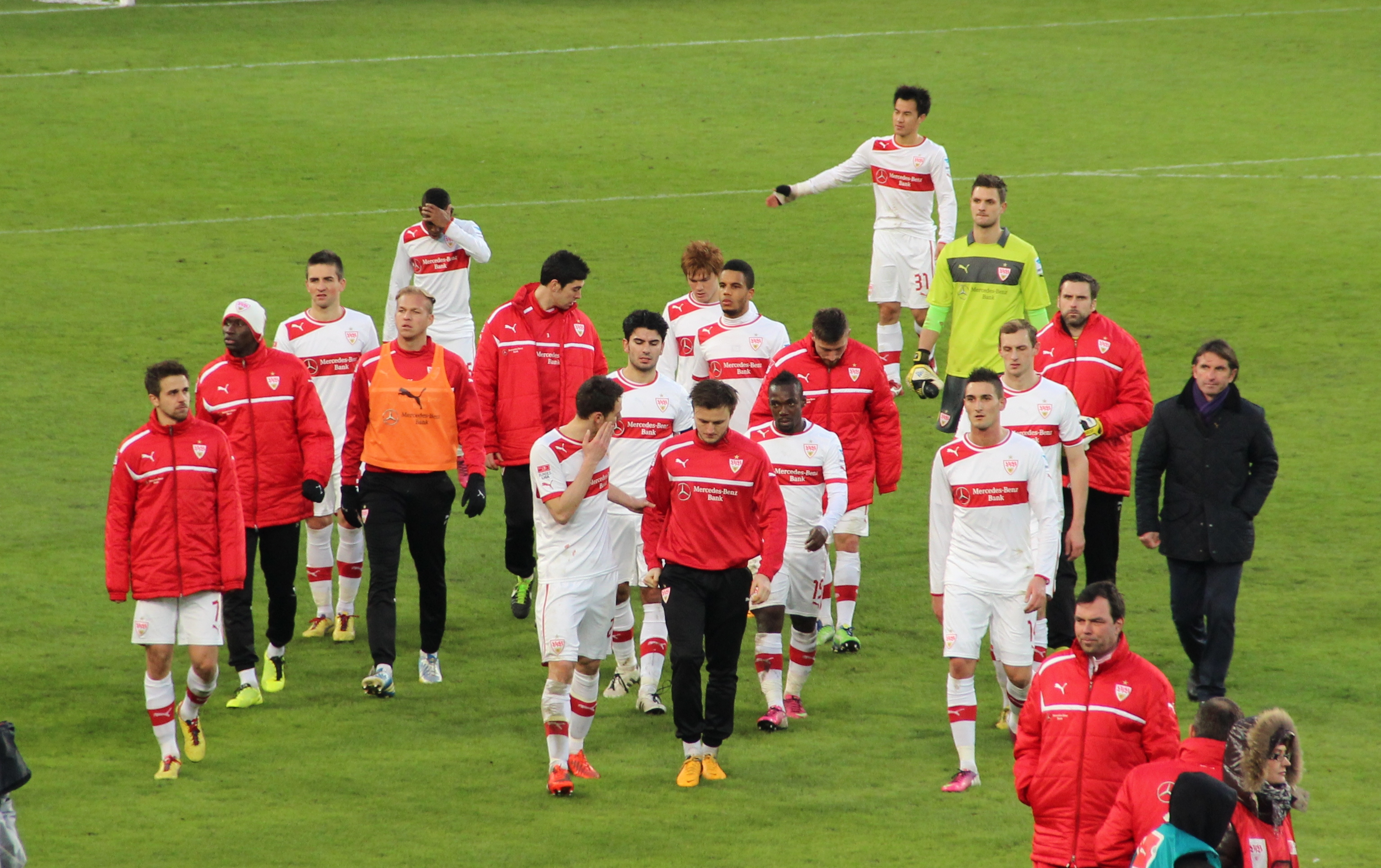
Giocatori con la divisa classica.

### Colori
I colori della maglia dello Stoccarda sono, dalla stagione 1925-1926, il bianco come principale, e il rosso; con quest'ultimo è realizzata anche la caratteristica banda orizzontale. In precedenza infatti la divisa era semplicemente bianca, ed era completata con dei pantaloncini neri.

### Simboli ufficiali

#### Stemma
Il simbolo dello Stoccarda è composto da uno scudo d'oro su cui compaiono tre corna di cervo.

#### Mascotte
La mascotte ufficiale del club è il coccodrillo Fritzle.

## Strutture

### Stadio

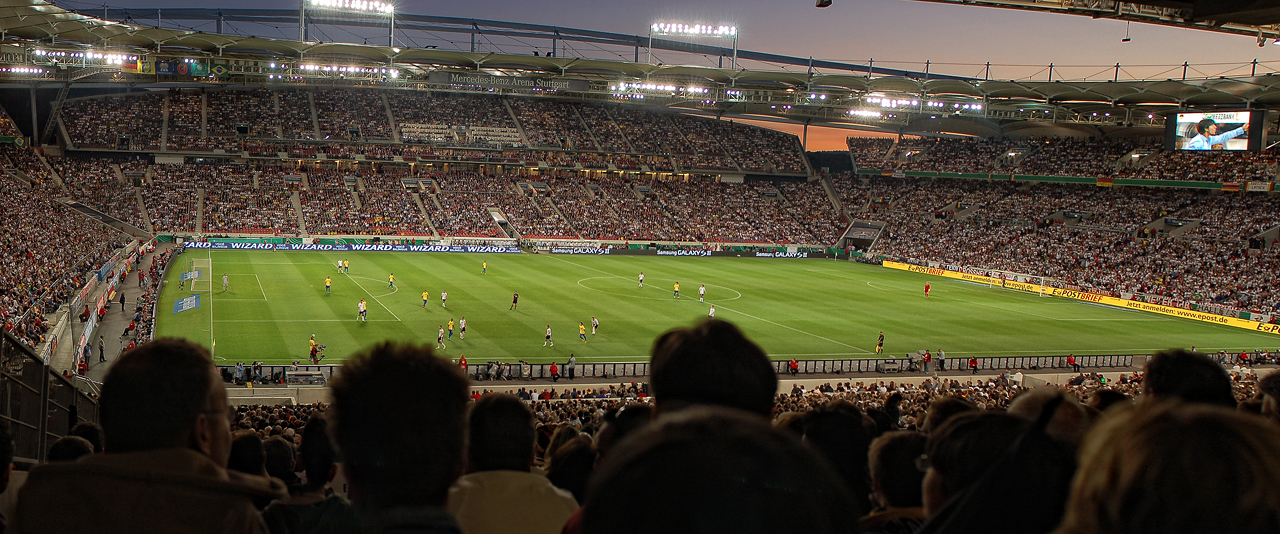
L'interno della Mercedes-Benz Arena.

Dal 1933 lo Stoccarda gioca le partite casalinghe nella MHPArena, che si trova a Stoccarda e che può contenere fino a 60.441 spettatori. Più volte ristrutturato, l'impianto è stato conosciuto a lungo come Neckarstadion, a causa della vicinanza con il fiume Neckar, e in tempi più recenti come Gottlieb-Daimler-Stadion.
Nella sua storia ha ospitato anche gare del campionato del mondo 1974 e sei di quello del 2006, inclusa la finale per il terzo posto tra Germania e Portogallo, oltre a due del campionato d'Europa 1988, tra le quali la semifinale tra Italia e Unione Sovietica. È stato inoltre sede di almeno una di ciascuna delle finali delle tre principali competizioni europee di calcio.

## Società

### Sponsor
| Cronologia degli sponsor tecnici - 1975-1976 Adidas - 1977-1978 Erima - 1978-1979 Adidas - 1979-1980 Erima - 1980-2002 Adidas - 2002-2019 Puma - 2019- Jako | Cronologia degli sponsor ufficiali Fonte - 1976-1979 Frottesana - 1979-1982 Canon - 1982-1986 Dinkelacker - 1986-1987 Sanwald Extra - 1987-1997 Südmilch - 1997-1999 Göttinger Gruppe - 1999-2005 Debitel - 2005-2010 EnBW - 2010-2012 Gazi - 2012-2023 Mercedes-Benz Bank - 2023-2025 Winamax - 2025- LBBW |

### Settore giovanile
Il settore giovanile del club ospita più di cento giocatori; in passato ha accolto anche Sami Khedira, Mario Gómez e Kevin Kurányi. Anche Joshua Kimmich, Serge Gnabry, Timo Werner e Bernd Leno.

### Altre sezioni del club
Lo Stoccarda è una società polisportiva, quindi, oltre al calcio si praticano anche altre attività, che sono fistball, hockey, atletica leggera, ping-pong, arbitri e guardie.

## Allenatori e presidenti
Tra gli allenatori che si sono seduti nel tempo sulla panchina del club ci sono da segnalare Georg Wurzer, che vinse due titoli e due Coppe di Germania e che rimase alla guida per quasi tredici anni di seguito, oltre a Helmut Benthaus, Christoph Daum e Armin Veh che hanno vinto i tre titoli in Bundesliga.
Tutti gli allenatori del club:
- 1924-1927  Ted Hanney
- 1927-1929  Lajos Kovács
- 1929-1930  Emil Fritz
- 1931-1933  Emil Fritz
- 1933-1934  Willi Rutz (01 lug.-31 lug.)
 Fritz Teufel (01 ago.-30 giu.)
- 1934-1935  Emil Gröner
- 1936-1939  Leonhard Seiderer
- 1939-1941  Josef Pöttinger
- 1945-1947  Fritz Teufel
- 1947-1959  Georg Wurzer
- 1959-1960  Georg Wurzer (01 lug.-30 apr.)
 Kurt Baluses (01 mag.-30 giu.)
- 1960-1964  Kurt Baluses
- 1964-1965  Kurt Baluses (01 lug.-24 feb.)
 Franz Seybold (25 feb.-07 mar.)
 Rudi Gutendorf (08 mar.-30 giu.)
- 1965-1966  Rudi Gutendorf
- 1966-1967  Rudi Gutendorf (01 lug.-06 dic.)
 Albert Sing (07 dic.-30 giu.)
- 1967-1969  Gunther Baumann
- 1969-1970  Franz Seybold
- 1970-1971  Branko Zebec
- 1971-1972  Branko Zebec (01 lug.-18 apr.)
 Karl Bögelein (19 apr.-30 giu.)
- 1972-1974  Hermann Eppenhoff
- 1974-1975  Hermann Eppenhoff (01 lug.-01 dic.)
 Fritz Millinger (02 dic.-13 dic.)
 Albert Sing (14 dic.-30 giu.)
- 1975-1976  István Sztáni (01 lug.-31 mar.)
 Karl Bögelein (01 apr.-30 giu.)
- 1976-1979  Jürgen Sundermann
- 1979-1980  Lothar Buchmann
- 1980-1982  Jürgen Sundermann
- 1982-1985  Helmut Benthaus
- 1985-1986  Otto Barić (01 lug.-04 mar.)
 Willi Entenmann (05 mar.-30 giu.)
- 1986-1987  Egon Coordes
- 1987-1989  Arie Haan
- 1989-1990  Arie Haan (01 lug.-26 mar.)
 Willi Entenmann (27 mar.-30 giu.)
- 1990-1991  Willi Entenmann (01 lug.-19 ott.)
 Christoph Daum (22 ott.-30 giu.)
- 1991-1993  Christoph Daum
- 1993-1994  Christoph Daum (01 lug.-10 dic.)
 Jürgen Röber (15 dic.-30 giu.)
- 1994-1995  Jürgen Röber (01 lug.-25 apr.)
 Jürgen Sundermann (25 apr.-30 giu.)
- 1995-1996  Rolf Fringer
- 1996-1997  Rolf Fringer (01 lug.-14 ago.)
 Joachim Löw (14 ago.-30 giu.)
- 1997-1998  Joachim Löw
- 1998-1999  Winfried Schäfer (01 lug.-30 nov.)
 Wolfgang Rolff (01 dic.-31 dic.)
 Rainer Adrion (01 gen.-03 mag.)
 Ralf Rangnick (03 mag.-30 giu.)
- 1999-2000  Ralf Rangnick
- 2000-2001  Ralf Rangnick (01 lug.-23 feb.)
 Felix Magath (24 feb.-30 giu.)
- 2001-2004  Felix Magath
- 2004-2005  Matthias Sammer
- 2005-2006  Giovanni Trapattoni (01 lug.-09 feb.)
 Armin Veh (10 feb.-30 giu.)
- 2006-2008  Armin Veh
- 2008-2009  Armin Veh (01 lug.-22 nov.)
 Markus Babbel (21 nov.-30 giu.)
- 2009-2010  Markus Babbel (01 lug.-06 dic.)
 Christian Gross (07 dic.-30 giu.)
- 2010-2011  Christian Gross (01 lug.-13 ott.)
 Jens Keller (14 ott.-11 dic.)
 Bruno Labbadia (12 dic.-30 giu.)
- 2010-2011  Bruno Labbadia
- 2013-2014  Bruno Labbadia (01 lug.-25 ago.)
 Thomas Schneider (26 ago.-09 mar.)
 Huub Stevens (09 mar.-30 giu.)
- 2014-2015  Armin Veh (01 lug.-23 nov.)
 Huub Stevens (25 nov.-30 giu.)
- 2015-2016  Alexander Zorniger (01 lug.-23 nov.)
 Jürgen Kramny (24 nov.-30 giu.)
- 2016-2017  Jos Luhukay (01 lug.-15 set.)
 Olaf Janßen (15 set.-20 set.)
 Hannes Wolf (21 set.-30 giu.)
- 2017-2018  Hannes Wolf (01 lug.-28 gen.)
 Tayfun Korkut (29 gen.-30 giu.)
- 2018-2019  Tayfun Korkut (01 lug.-06 ott.)
 Andreas Hinkel (07 ott.-08 ott.)
 Markus Weinzierl (09 ott.-20 apr.)
 Nico Willig (21 apr.-30 giu.)
- 2019-2020  Tim Walter (01 lug.-23 dic.)
 Pellegrino Matarazzo (30 dic.-30 giu.)
- 2020-2022  Pellegrino Matarazzo
- 2022-2023  Pellegrino Matarazzo (01 lug.-10 ott.)
 Michael Wimmer (10 ott.-5 dic.-ad interim)
 Bruno Labbadia (5 dic.-3 apr.)
 Sebastian Hoeneß (3 apr.-in corso)

Di seguito viene riportata la lista dei presidenti dello Stoccarda:
- 1912–1918: Wilhelm Hinzmann
- 1914–1918: Julius Lintz
- 1918–1919: Gustav Schumm
- 1919–1923: Egon Reichsgraf von Berlodingen
- 1923–1931: Karl-Adolf Deubler
- 1931–1932: Albert Bauer
- 1932–1944: Hans Kiener
- 1944–1968: Fritz Walter
- 1969–1975: Hans Weitpert
- 1975–2000: Gerhard Mayer-Vorfelder
- 2000–2003: Manfred Haas
- 2003–2011: Erwin Staudt
- 2011–2013: Gerd E. Mäuser
- 2013-2016 : Bernd Wahler
- 2016–2019: Wolfgang Dietrich
- 2019–2024: Claus Vogt
- 2024– : Dietmar Allgaier

## Calciatori

### Hall of Fame
Fonte:
- Timo Hildebrand (1999-2007)
- Karlheinz Förster (1975-1986)
- Günther Schäfer (1980-1997)
- Marcelo José Bordon (1999-2004)
- Krasimir Balăkov (1995-2003)
- Guido Buchwald (1983-1994)
- Karl Allgöwer (1980-1991)
- Sami Khedira (2006-2010)
- Robert Schlienz (1944-1958)
- Jürgen Klinsmann (1984-1989)
- Giovane Élber (1994-1997)
- Allenatore:  Joachim Löw (1996-1998)

### Vincitori di titoli
I seguenti giocatori hanno ottenuto risultati di prestigio con le loro nazionali nel periodo di militanza nella società:
- Campionato mondiale

 Guido Buchwald (Italia 1990)
 Dunga (Stati Uniti 1994)
 Benjamin Pavard (Russia 2018)
- Campionato europeo

 Karlheinz Förster (Italia 1980)
 Bernd Förster (Italia 1980)
 Hansi Müller (Italia 1980)
 Fredi Bobic (Inghilterra 1996)
- Copa América

 Nicolás González (Brasile 2021)
- Capocannoniere della Bundesliga: 3

 Jürgen Klinsmann (1987-1988)
 Fritz Walter (1991-1992)
 Fredi Bobic (1995-1996)
- Calciatore tedesco dell'anno: 3

 Karlheinz Förster (1982)
 Jürgen Klinsmann (1988)
 Mario Gómez (2007)
- Calciatore bielorusso dell'anno: 3

 Aljaksandr Hleb (2002, 2003, 2005)
- Calciatore bulgaro dell'anno: 2

 Krasimir Balăkov (1995, 1997)
- Calciatore danese dell'anno: 1

 William Kvist (2011)
- Calciatore ungherese dell'anno: 1

 Imre Szabics (2003)

## Palmarès

### Competizioni nazionali
- Campionato tedesco: 5

1949-1950, 1951-1952, 1983-1984, 1991-1992, 2006-2007
- Coppa di Germania: 4

1953-1954, 1957-1958, 1996-1997, 2024-2025
- Supercoppa di Germania: 1

1992
- Campionato tedesco di seconda divisione: 2

1976-1977 (girone Sud), 2016-2017

### Competizioni internazionali
- Coppa Intertoto UEFA: 2  (record condiviso con Schalke 04, Villarreal e Amburgo)

2000, 2002

### Competizioni regionali
- Bezirksliga Württemberg-Baden: 2

1927, 1930
- Gauliga Württemberg: 4

1935, 1937, 1938, 1943
- Coppa di Germania meridionale: 1

1933
- Oberliga Süd: 3

1945-1946, 1951-1952, 1953-1954

### Competizioni giovanili
- Under-19 Bundesliga: 10

1972-1973, 1974-1975, 1980-1981, 1983-1984, 1987-1988, 1988-1989, 1989-1990, 1990-1991, 2002-2003, 2004-2005
- DFB-Pokal der Junioren: 4

1995-1996, 2000-2001, 2018-2019, 2021-2022
- Under-17 Bundesliga: 7

1985–1986, 1993–1994, 1994–1995, 1998–1999, 2003–2004, 2008–2009, 2012–2013

### Altri piazzamenti
- Campionato tedesco:

Secondo posto: 1934-1935, 1952-1953, 1978-1979, 2002-2003, 2023-2024
Terzo posto: 1979-1980, 1980-1981, 1982-1983, 2008-2009
Semifinalista: 1936-1937
- Coppa di Germania:

Finalista: 1985-1986, 2006-2007, 2012-2013
Semifinalista: 1982-1983, 1988-1989, 1997-1998, 2000-2001, 2022-2023
- Coppa di Lega tedesca:

Finalista: 1997, 1998, 2005
Semifinalista: 2003, 2004, 2007
- Supercoppa di Germania:

Finalista: 2024, 2025
- Campionato tedesco di seconda divisione:

Secondo posto: 2019-2020
- Oberliga Süd:

Secondo posto: 1949-1950, 1952-1953, 1955-1956
- Coppa delle Coppe:

Finalista: 1997-1998
- Coppa UEFA:

Finalista: 1988-1989
Semifinalista: 1973-1974, 1979-1980

## Statistiche e record

### Partecipazione ai campionati e ai tornei internazionali

#### Campionati nazionali
Lo Stoccarda ha vinto per cinque volte il campionato, tre delle quali in Bundesliga e per l'ultima volta nell'edizione 2006-2007, oltre a cinque secondi posti totali, l'ultimo dei quali nel 2023-2024.
Dalla stagione 1933-1934 alla stagione 2025-2026 compresa, la squadra ha partecipato a:
| Livello | Categoria             | Partecipazioni | Debutto   | Ultima stagione | Totale |
| ------- | --------------------- | -------------- | --------- | --------------- | ------ |
| 1º      | Gauliga Württemberg   | 11             | 1933-1934 | 1943-1944       | 87     |
| 1º      | Oberliga Süd          | 17             | 1945-1946 | 1962-1963       | 87     |
| 1º      | Bundesliga            | 59             | 1963-1964 | 2025-2026       | 87     |
| 2º      | 2. Fußball-Bundesliga | 4              | 1975-1976 | 2019-2020       | 4      |

#### Partecipazione alle coppe europee
Il miglior traguardo nelle competizioni europee è il raggiungimento della finale, avvenuto in due occasioni: nella Coppa delle Coppe 1997-1998 e nella Coppa UEFA 1988-1989. Qui i tedeschi sono stati battuti rispettivamente da Chelsea e Napoli. In quest'ultima manifestazione hanno anche raggiunto per due volte la semifinale, nel 1973-1974 e nel 1979-1980; a passare cono stati prima i futuri campioni del Feyenoord, poi connazionali del Borussia M'gladbach). Per quanto riguarda il cammino nella Champions League, il club ha raggiunto in due occasioni gli ottavi: nel 2003-2004 e nel 2009-2010: ad avanzare sono stati rispettivamente Chelsea e Barcellona. Il club ha riportato anche due vittorie nella Coppa Intertoto.
Alla stagione 2025-2026 il club ha ottenuto le seguenti partecipazioni ai tornei internazionali:
| Categoria                                | Partecipazioni | Debutto   | Ultima stagione |
| ---------------------------------------- | -------------- | --------- | --------------- |
| Coppa dei Campioni/UEFA Champions League | 6              | 1984-1985 | 2024-2025       |
| Coppa delle Coppe                        | 2              | 1986-1987 | 1997-1998       |
| Coppa UEFA/UEFA Europa League            | 19             | 1973-1974 | 2025-2026       |
| Coppa Intertoto                          | 4              | 1996      | 2008            |
| Coppa delle Fiere                        | 3              | 1964-1965 | 1969-1970       |

### Statistiche nelle competizioni UEFA
Tabella aggiornata alla fine della stagione 2017-2018.
| Competizione                  | Partecipazioni | G   | V  | N  | P  | RF  | RS  |
| ----------------------------- | -------------- | --- | -- | -- | -- | --- | --- |
| UEFA Champions League         | 5              | 28  | 9  | 8  | 11 | 35  | 41  |
| Coppa delle Coppe             | 2              | 13  | 7  | 2  | 4  | 21  | 16  |
| Coppa UEFA/UEFA Europa League | 18             | 132 | 67 | 28 | 37 | 245 | 150 |
| Coppa delle Fiere             | 2              | 8   | 3  | 3  | 2  | 8   | 4   |
| Coppa Intertoto               | 2              | 16  | 11 | 2  | 3  | 29  | 11  |

### Statistiche di squadra
Nelle competizioni europee lo Stoccarda ha ottenuto contro i ciprioti dell'Olympiakos Nicosia la miglior vittoria in assoluto, un 9-0 nei trentaduesimi della Coppa UEFA 1973-1974, mentre la peggior sconfitta, un 4-0, è avvenuta in due occasioni: nel ritorno degli ottavi della Coppa UEFA 1978-1979 contro i cecoslovacchi del Dukla Praga, e nel ritorno degli ottavi della UEFA Champions League 2009-2010 contro gli spagnoli del Barcellona.

### Statistiche individuali
Per quanto riguarda le competizioni internazionali, Zvonimir Soldo è il giocatore con più presenze totali, 58, mentre Karl Allgöwer è il miglior marcatore, avendo realizzato 16 reti durante tutta la sua militanza nel club.
Vengono riportati di seguito i calciatori per numero di presenze e gol con la maglia dello Stoccarda:
| Record di presenze I primi dieci giocatori per numero di presenze: - 372 Karl Allgöwer (1980-1991) - 367 Günther Schäfer (1980-1996) - 356 Guido Buchwald (1983-1994) - 356 Zvonimir Soldo (1996-2006) - 354 Hermann Ohlicher (1973-1985) - 346 Cacau (2003-2014) - 317 Eike Immel (1986-1995) - 306 Helmut Roleder (1972-1987) - 297 Karlheinz Förster (1977-1986) - 278 Timo Hildebrand (1998-2007) | Record di gol I primi dieci giocatori per numero di gol: - 147 Karl Allgöwer (1980-1991) - 110 Fritz Walter (1987-1994) - 109 Cacau (2003-2014) - 109 Hermann Ohlicher (1973-1985) - 102 Mario Gómez (2004-2009 2018-2020) - 88 Jürgen Klinsmann (1984-1989) - 77 Fredi Bobic (1980-1986) - 68 Karl-Heinz Handschuh (1966-1974) - 68 Martin Harnik (2010-2016) - 61 Hansi Müller (1975-1982) |

## Tifoseria

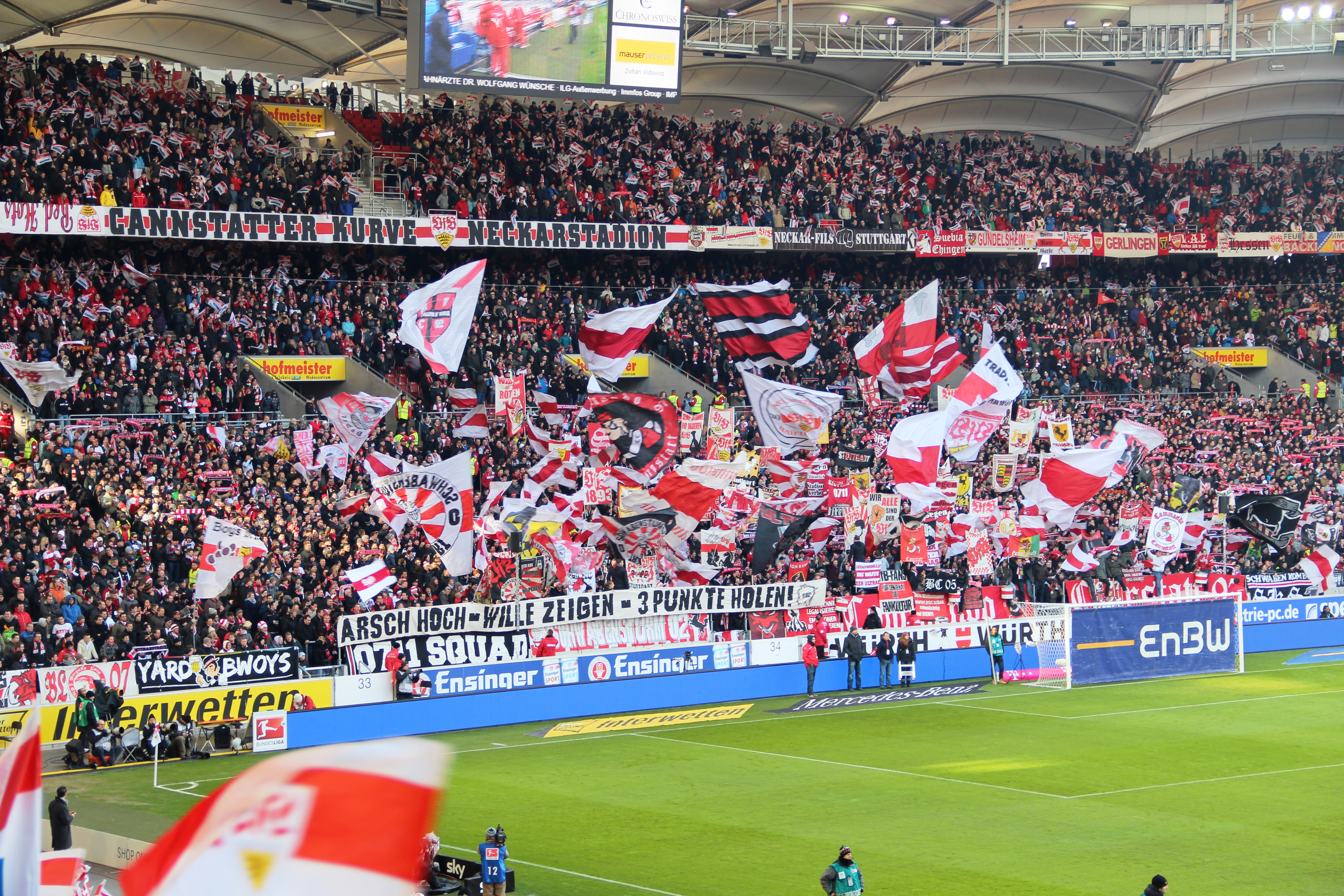
Tifosi nella Cannstatter Kurve

### Gemellaggi e rivalità
Esiste una rivalità con i corregionali del Karlsruhe, del Friburgo, Hoffenheim e, più recentemente, Heidenheim, nonché con il Bayern Monaco, con cui disputa il derby della Germania del sud.. Un tempo era un classico l'incontro con i concittadini dello Stuttgarter Kickers, lo Stuttgarter Stadtderby; questo si disputava regolarmente in Gauliga e in Oberliga, ma i Blu contano nella loro storia solo due partecipazioni in Bundesliga. Negli ultimi anni però svolge in 3. Liga la sfida tra la seconda squadra del VfB e il Kickers.
Esiste invece un'amicizia con il Reutlingen. Piuttosto recente il gemellaggio con il Cesena.

## Organico

### Rosa 2025-2026
Aggiornata al 22 luglio 2025.
| N. |                                 | Ruolo | Calciatore             |
| -- | ------------------------------- | ----- | ---------------------- |
| 1  | Germania (bandiera)             | P     | Fabian Bredlow         |
| 2  | Belgio (bandiera)               | D     | Ameen Al-Dakhil        |
| 3  | Paesi Bassi (bandiera)          | D     | Ramon Hendriks         |
| 4  | Germania (bandiera)             | D     | Josha Vagnoman         |
| 5  | Germania (bandiera)             | C     | Yannik Keitel          |
| 6  | Germania (bandiera)             | C     | Angelo Stiller         |
| 7  | Germania (bandiera)             | D     | Maximilian Mittelstädt |
| 8  | Portogallo (bandiera)           | A     | Tiago Tomás            |
| 9  | Bosnia ed Erzegovina (bandiera) | A     | Ermedin Demirović      |
| 10 | Germania (bandiera)             | C     | Chris Führich          |
| 11 | Germania (bandiera)             | A     | Nick Woltemade         |
| 13 | RD del Congo (bandiera)         | C     | Silas                  |
| 14 | Svizzera (bandiera)             | D     | Luca Jaquez            |
| 15 | Germania (bandiera)             | D     | Pascal Stenzel         |

| N. |                      | Ruolo | Calciatore        |
| -- | -------------------- | ----- | ----------------- |
| 16 | Germania (bandiera)  | C     | Atakan Karazor    |
| 17 | Germania (bandiera)  | A     | Justin Diehl      |
| 18 | Germania (bandiera)  | A     | Jamie Leweling    |
| 19 | Germania (bandiera)  | C     | Noah Darvich      |
| 20 | Svizzera (bandiera)  | D     | Leonidas Stergiou |
| 21 | Germania (bandiera)  | P     | Stefan Drljača    |
| 22 | Francia (bandiera)   | D     | Lorenz Assignon   |
| 23 | Francia (bandiera)   | D     | Dan-Axel Zagadou  |
| 24 | Germania (bandiera)  | D     | Jeff Chabot       |
| 26 | Germania (bandiera)  | A     | Deniz Undav       |
| 28 | Danimarca (bandiera) | C     | Nikolas Nartey    |
| 29 | Germania (bandiera)  | D     | Finn Jeltsch      |
| 33 | Germania (bandiera)  | P     | Alexander Nübel   |
| 45 | Serbia (bandiera)    | C     | Lazar Jovanović   |

### Staff tecnico
| Allenatore:           | Sebastian Hoeneß   |
| Vice-Allenatore:      | David Krecidlo     |
| Vice-Allenatore:      | Malik Fathi        |
| Allenatore portieri:  | Steffen Krebs      |
| Preparatore atletico: | Matthias Schiffers |
| Preparatore atletico: | Martin Franz       |